# Джерело б/н (Пасіка)
Джерело б/н — гідрологічна пам'ятка природи місцевого значення. Об'єкт розташований на території Свалявського району Закарпатської області, с. Пасіка.
Площа — 0,5 га, статус отриманий у 1984 році.